# District de Keewatin
Pour les articles homonymes, voir Keewatin.
 (août 2025).
1876–1999
Entités précédentes :
- Territoires du Nord-Ouest

Entités suivantes :
- Nunavut

Le district de Keewatin est un ancien territoire du Canada et l'une des trois anciennes divisions administratives des Territoires du Nord-Ouest canadiens avant la création du Nunavut en 1999.
Créé en 1876 sur une bande continentale des Territoires du Nord-Ouest à l'ouest de la baie d'Hudson, le district de Keewatin en est distinct jusqu'en 1905. Il est alors réintégré dans les Territoires dont il devient l'un des trois districts. En 1999, il en est détaché lors de la création du Nunavut et cesse d'exister.

## Nom
Le nom Keewatin provient d'une racine algonquienne, soit kīwēhtin (ᑮᐍᐦᑎᐣ) en Cri ou giiwedin (ᑮᐌᑎᓐ) en Ojibwé. Dans les deux cas, il signifie « [terre du] vent du nord ».
En Inuktitut, il est appelé Kivalliq (ᑭᕙᓪᓕᖅ), un terme qui persiste dans la région de Kivalliq au Nunavut.

## Histoire

### Création
Le district de Keewatin est créé par le passage de la loi de Keewatin le 12 avril 1876 à partir d'une portion centrale des Territoires du Nord-Ouest. Il englobe ce qui est à présent le majeure partie du Manitoba, le nord-ouest de l'Ontario et le sud du Nunavut.
Le gouvernement fédéral crée le district sur le conseil d'Alexander Morris, Lieutenant-gouverneur du Manitoba, pour qui le nouveau gouvernement territorial des Territoires du Nord-Ouest (établi en 1872) est incapable d'administrer convenablement les terres au nord et à l'est de sa province. Ce besoin d'un nouveau territoire lui est à l'origine transmis par James McKay, marchand de fourrures et homme politique de la région. Morris approuve cette idée et consulte McKay pour trouver un nom adéquat pour le territoire. McKay opte pour Keewatin, dérivé des langues cri et saulteaux et signifiant « terre du vent du nord ». Le gouvernement fédéral suit ce choix, par égard pour les peuples amérindiens qui forment le plus grand groupe démographique de la région.

### Gouvernement
La branche exécutive du district de Keewatin était dirigée par le Lieutenant-gouverneur du Manitoba. Le siège du gouvernement était situé à Winnipeg, au Manitoba.
La branche législative du district était constituée par une chambre monocamérale nommée conseil du Keewatin. Ce conseil était composé de six membres, tous nommés par le Lieutenant-gouverneur. Les partis politiques n'y étaient pas représentés.
Le district de Keewatin ne bénéficiait d'aucune représentation à la Chambre des communes ou au Sénat.

### Réintégration

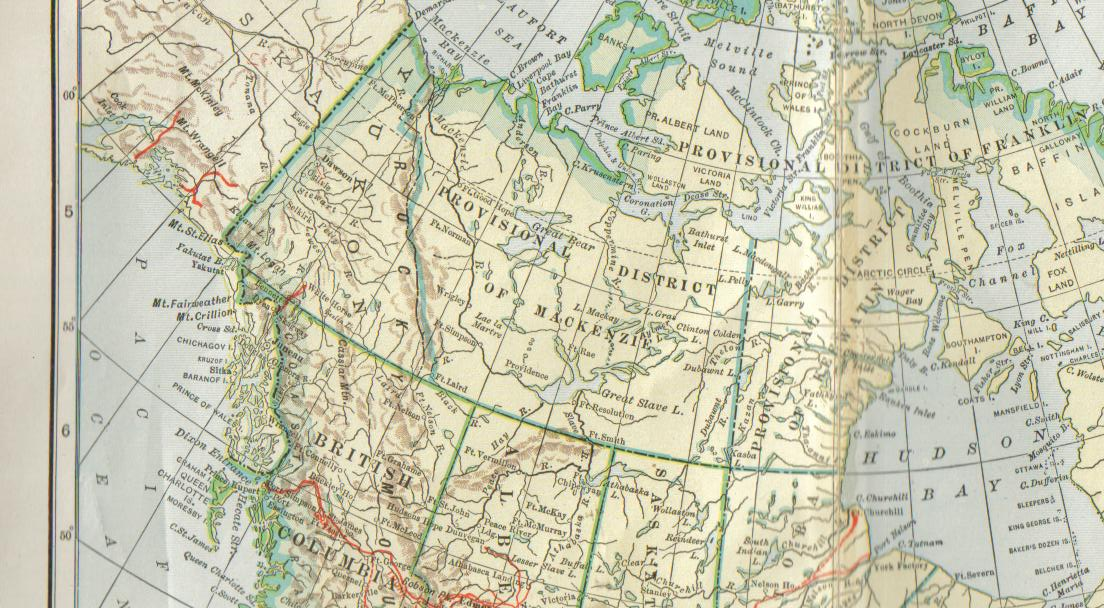
District de Keewatin en 1902.

Des portions de territoire du district de Keewatin seront détachées au fil du temps pour être intégrées au territoire du Manitoba et de l'Ontario. En 1901, il couvre encore plus de 590 000 km2, à peu près la taille de la Saskatchewan.
En 1905, le district cesse d'être un territoire indépendant et est réintégré dans les Territoires du Nord-Ouest. Il en devient le quatrième district, avec ceux de l'Ungava, de Mackenzie et de Franklin, qui existaient alors à l'époque.
 
Après l'extension vers le nord des frontières de l'Ontario et du Manitoba en 1912, il perd encore des territoires qui consistent essentiellement en une toundra. À cause du climat polaire et de l'absence de routes, son peuplement par des populations d'origine européenne reste faible, et même la population inuite reste faible : en 1950, seules 2 000 personnes habitent le district.
Le 1er avril 1999, le district est totalement englobé dans le Nunavut nouvellement créé et disparaît.